# Asilidae

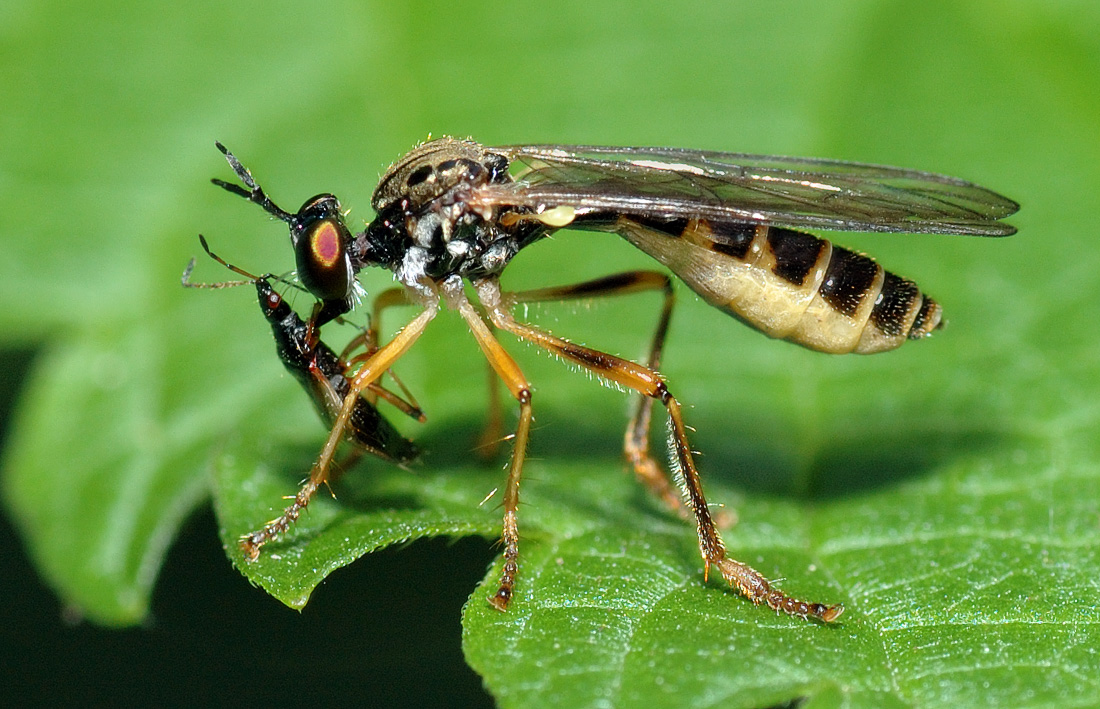
Dioctria linearis

Muștele răpitoare sau ucigașe (Asilidae) fac parte din familia Diptera, grupa Brachycera (Orthorrapha). Ele cuprind peste 7000 de specii împărțite în 530 de genuri, fiind una dintre cele mai mari familii de insecte. Prin modul de viață de a vâna în special insecte fitofage (dăunătoare) joacă un rol important în echilibrul sistemului bioecologic al mediului. Sunt insecte de dimensiuni mijlocii, pe când muștele ucigașe (Laphria) ating o mărime de 30 de mm.

## Genuri
Lista genurilor din familia Asilidae conform Catalogue of Life:
- Ablautus
- Abrophila
- Acasilus
- Acnephalum
- Acrochordomerus
- Acronyches
- Aczelia
- Adelodus
- Afganopogon
- Afroepitriptus
- Afroestricus
- Afroholopogon
- Afromelittodes
- Afromochtherus
- Afroscleropogon
- Agrostomyia
- Albicoma
- Alcimus
- Alvarenga
- Alyssomyia
- Amathomyia
- Amblyonychus
- Ammodaimon
- Ammophilomima
- Amorimius
- Amphisbetetus
- Anacinaces
- Anarmostus
- Anarolius
- Anasillomos
- Ancylorhynchus
- Andrenosoma
- Aneomochtherus
- Anisopogon
- Annamyia
- Anoplothyrea
- Antilophonotus
- Antipalpus
- Antiphrisson
- Anypodetus
- Apachekolos
- Aphamartania
- Aphestia
- Aphistina
- Aplestobroma
- Apoclea
- Apolastauroides
- Apothechyla
- Apotinocerus
- Apoxyria
- Araiopogon
- Araujoa
- Archilaphria
- Archilestris
- Archilestroides
- Argillemisca
- Argyrochira
- Argyropogon
- Aristofolia
- Asilella
- Asilus
- Asiola
- Aspidopyga
- Astochia
- Astylopogon
- Aterpogon
- Atomosia
- Atonia
- Atractia
- Atractocoma
- Austenmyia
- Austrosaropogon
- Aymarasilus
- Backomyia
- Bactria
- Bamwardaria
- Bana
- Bathropsis
- Bathypogon
- Beameromyia
- Blepharepium
- Blepharotes
- Bohartia
- Borapisma
- Brachyrhopala
- Brevirostrum
- Bromleyus
- Bromotheres
- Broticosia
- Cabasa
- Caenarolia
- Callinicus
- Carreraomyia
- Cenochromyia
- Centrolaphria
- Ceraturgus
- Cerdistus
- Cerotainia
- Cerotainiops
- Cerozodus
- Chilesus
- Choerades
- Chryseutria
- Chrysopogon
- Chrysotriclis
- Chylophaga
- Chymedax
- Clariola
- Clephydroneura
- Cleptomyia
- Clinopogon
- Cnodalomyia
- Cochleariocera
- Codula
- Coleomyia
- Colepia
- Comantella
- Congomochtherus
- Connomyia
- Conosiphon
- Cophinopoda
- Cophura
- Cormansis
- Corymyia
- Cratolestes
- Cratopoda
- Creolestes
- Crobilocerus
- Cryptomerinx
- Ctenodontina
- Ctenota
- Cyanonedys
- Cyclosocerus
- Cylicomera
- Cyphomyiactia
- Cyphotomyia
- Cyrtophrys
- Cyrtopogon
- Dakinomyia
- Damalina
- Damalis
- Danomyia
- Daptolestes
- Dasophrys
- Daspletis
- Dasycyrton
- Dasylechia
- Dasyllina
- Dasyllis
- Dasypecus
- Dasypogon
- Deromyia
- Despotiscus
- Dichaetothyrea
- Dicolonus
- Dicranus
- Dicropaltum
- Dikowmyia
- Dinozabrus
- Dioctobroma
- Dioctria
- Diogmites
- Dissmeryngodes
- Dogonia
- Dolichoscius
- Dolopus
- Dysclytus
- Dysmachus
- Eccoptopus
- Eccritosia
- Echthistus
- Echthodopa
- Eclipsis
- Efferia
- Eicherax
- Eichoichemus
- Empodiodes
- Engelepogon
- Enigmomorphus
- Epaphroditus
- Epiblepharis
- Epiklisis
- Epipamponeurus
- Epitriptus
- Erax
- Eraxasilus
- Erebunus
- Eremisca
- Eremodromus
- Eremonotus
- Eretomyia
- Eriopogon
- Erythropogon
- Esatanas
- Eucyrtopogon
- Eudioctria
- Eumecosoma
- Eurhabdus
- Euscelidia
- Eutolmus
- Filiolus
- Galactopogon
- Gerrolasius
- Gibbasilus
- Glaphyropyga
- Glyphotriclis
- Goneccalypsis
- Gongromyia
- Gonioscelis
- Grajahua
- Graptostylus
- Grypoctonus
- Gymnotriclis
- Habropogon
- Hadrokolos
- Haplopogon
- Haroldia
- Harpagobroma
- Heligmonevra
- Helolaphyctis
- Hermannomyia
- Heteropogon
- Hexameritia
- Hodites
- Hodophylax
- Holcocephala
- Holopogon
- Hoplistomerus
- Hoplopheromerus
- Hoplotriclis
- Hullia
- Hybozelodes
- Hynirhynchus
- Hypenetes
- Hyperechia
- Hystrichopogon
- Icariomima
- Ichneumolaphria
- Illudium
- Iranopogon
- Irwinomyia
- Ischiolobos
- Itolia
- Joartigasia
- Jothopogon
- Juxtasilus
- Katharma
- Ktyr
- Ktyrimisca
- Labarus
- Labromyia
- Lagodias
- Lagynogaster
- Laloides
- Lampria
- Lamprozona
- Lamyra
- Laphria
- Laphygmolestes
- Laphystia
- Laphystotes
- Lapystia
- Lasiocnemus
- Lasiopogon
- Lastaurax
- Lastaurina
- Lastauroides
- Lastauropsis
- Lastaurus
- Laxenecera
- Lecania
- Leinendera
- Leptarthrus
- Leptochelina
- Leptogaster
- Leptoharpacticus
- Leptopteromyia
- Lestomyia
- Lestophonax
- Lissoteles
- Lithoecisus
- Lobus
- Lochmorhynchus
- Lochyrus
- Loewinella
- Lonchodogonus
- Lophoceraea
- Lycomya
- Lycoprosopa
- Lycosimyia
- Lycostommyia
- Macahyba
- Machimus
- Macroetra
- Mactea
- Maira
- Mallophora
- Martinomyia
- Martintella
- Mauropteron
- Megadrillus
- Megalometopon
- Megaphorus
- Megapoda
- Megonyx
- Meliponomima
- Melouromyia
- Menexenus
- Mercuriana
- Merodontina
- Mesoleptogaster
- Metadioctria
- Metalaphria
- Metapogon
- Michotamia
- Microphontes
- Microstylum
- Millenarius
- Minicatus
- Mirolestes
- Molobratia
- Myaptex
- Myelaphus
- Nannocyrtopogon
- Nannolaphria
- Negasilus
- Neoaratus
- Neocerdistus
- Neocyrtopogon
- Neoderomyia
- Neodioctria
- Neodiogmites
- Neodysmachus
- Neoholopogon
- Neoitamus
- Neolaparus
- Neolophonotus
- Neomochtherus
- Neophoneus
- Neosaropogon
- Neoscleropogon
- Nerterhaptomenus
- Nesotes
- Nicocles
- Nomomyia
- Nothopogon
- Notiolaphria
- Notomochtherus
- Nusa
- Nyssomyia
- Nyssoprosopa
- Nyximyia
- Obelophorus
- Odus
- Oidardis
- Oligopogon
- Oligoschema
- Ommatius
- Omninablautus
- Opeatocerus
- Ophionomima
- Opocapsis
- Opseostlengis
- Oratostylum
- Orophotus
- Orrhodops
- Orthogonis
- Othoniomyia
- Oxynoton
- Pachychoeta
- Pamponerus
- Paramochtherus
- Paraphamartania
- Parastenopogon
- Parataracticus
- Paraterpogon
- Paratractia
- Paritamus
- Pashtshenkoa
- Pedomyia
- Pegesimallus
- Perasis
- Phellopteron
- Phellus
- Phileris
- Philodicus
- Philonerax
- Philonicus
- Phonicocleptes
- Plesiomma
- Pogonosoma
- Polacantha
- Polyphonius
- Polysarca
- Polysarcodes
- Premochtherus
- Pritchardia
- Pritchardomyia
- Proagonistes
- Proctacanthella
- Proctacanthus
- Prolatiforceps
- Prolepsis
- Promachella
- Promachus
- Pronomopsis
- Protichisma
- Protometer
- Prytanomyia
- Pseudomerodontina
- Pseudonusa
- Pseudorus
- Pseudoryclus
- Psilinus
- Psilocurus
- Psilonyx
- Psilozona
- Pycnomerinx
- Pycnopogon
- Pygommatius
- Questopogon
- Rachiopogon
- Reburrus
- Regasilus
- Remotomyia
- Rhabdogaster
- Rhacholaemus
- Rhadinosoma
- Rhadinus
- Rhadiurgus
- Rhatimomyia
- Rhayatus
- Rhipidocephala
- Rhopalogaster
- Robertomyia
- Saropogon
- Satanas
- Scarbroughia
- Schildia
- Scleropogon
- Scylaticina
- Scylaticus
- Scytomedes
- Senobasis
- Senoprosopis
- Sinopsilonyx
- Sintoria
- Sisyrnodytes
- Smeryngolaphria
- Spanurus
- Sphagomyia
- Sporadothrix
- Stackelberginia
- Stenasilus
- Stenommatius
- Stenopogon
- Stichopogon
- Stilpnogaster
- Stiphrolamyra
- Stizochymus
- Stizolestes
- Storthyngomerus
- Strombocodia
- Strophipogon
- Synolcus
- Systologaster
- Systropalpus
- Tanatchivia
- Taperigna
- Taracticus
- Templasilus
- Teratopomyia
- Thallosia
- Theodoria
- Thereutria
- Theromyia
- Theurgus
- Threnia
- Tipulogaster
- Tocantinia
- Tolmerolestes
- Tolmerus
- Torasilus
- Torebroma
- Toremyia
- Townsendia
- Tricella
- Trichardis
- Trichardopsis
- Trichomachimus
- Trichoura
- Triclioscelis
- Triclis
- Trigonomima
- Triorla
- Tsacasia
- Tsacasiella
- Turka
- Udenopogon
- Ujguricola
- Valiraptor
- Wilcoxia
- Wilcoxius
- Willistonina
- Yksdarhus
- Zabrops
- Zabrotica
- Zelamyia
- Zosteria
- Zoticus

## Galerie

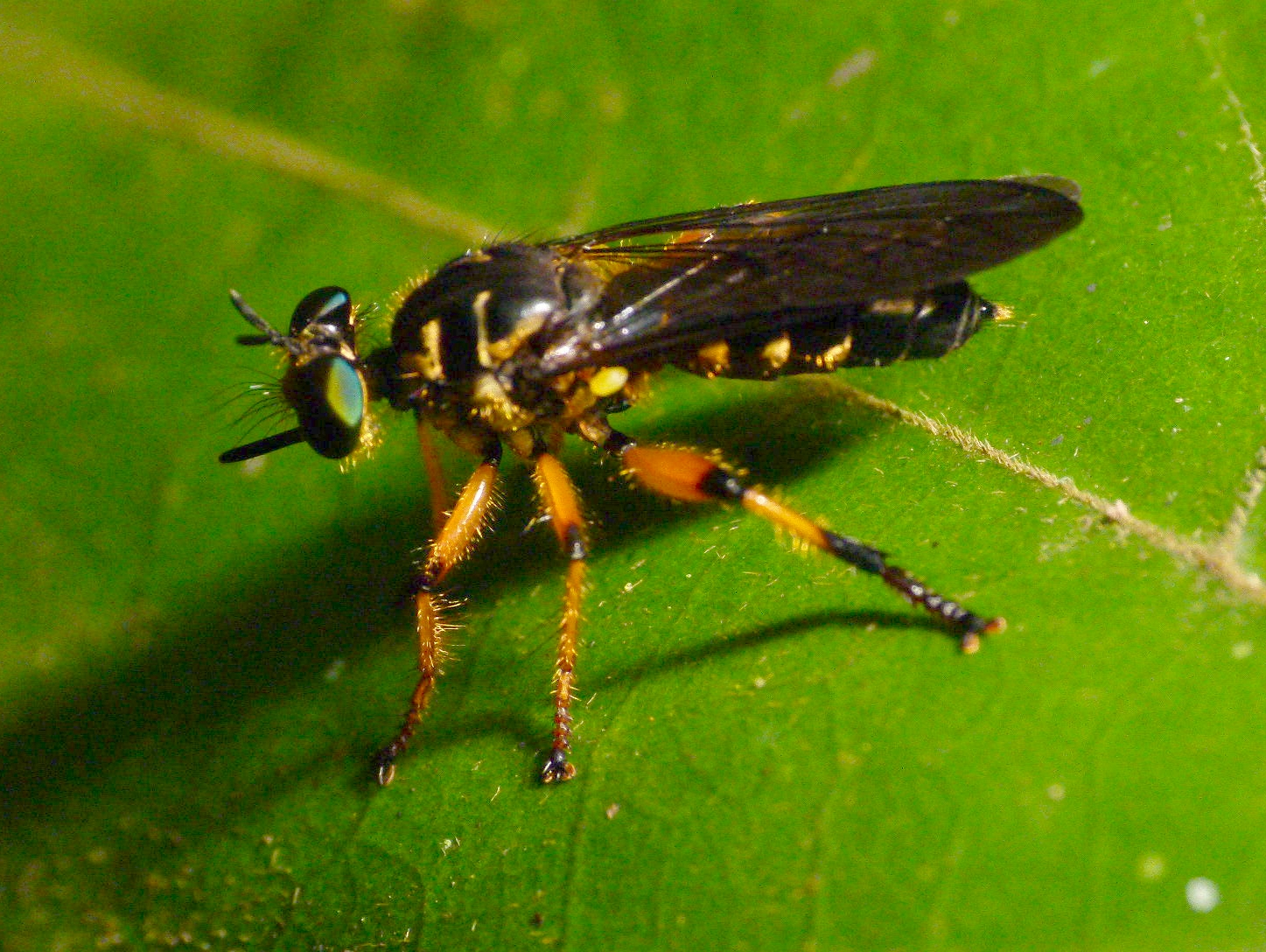
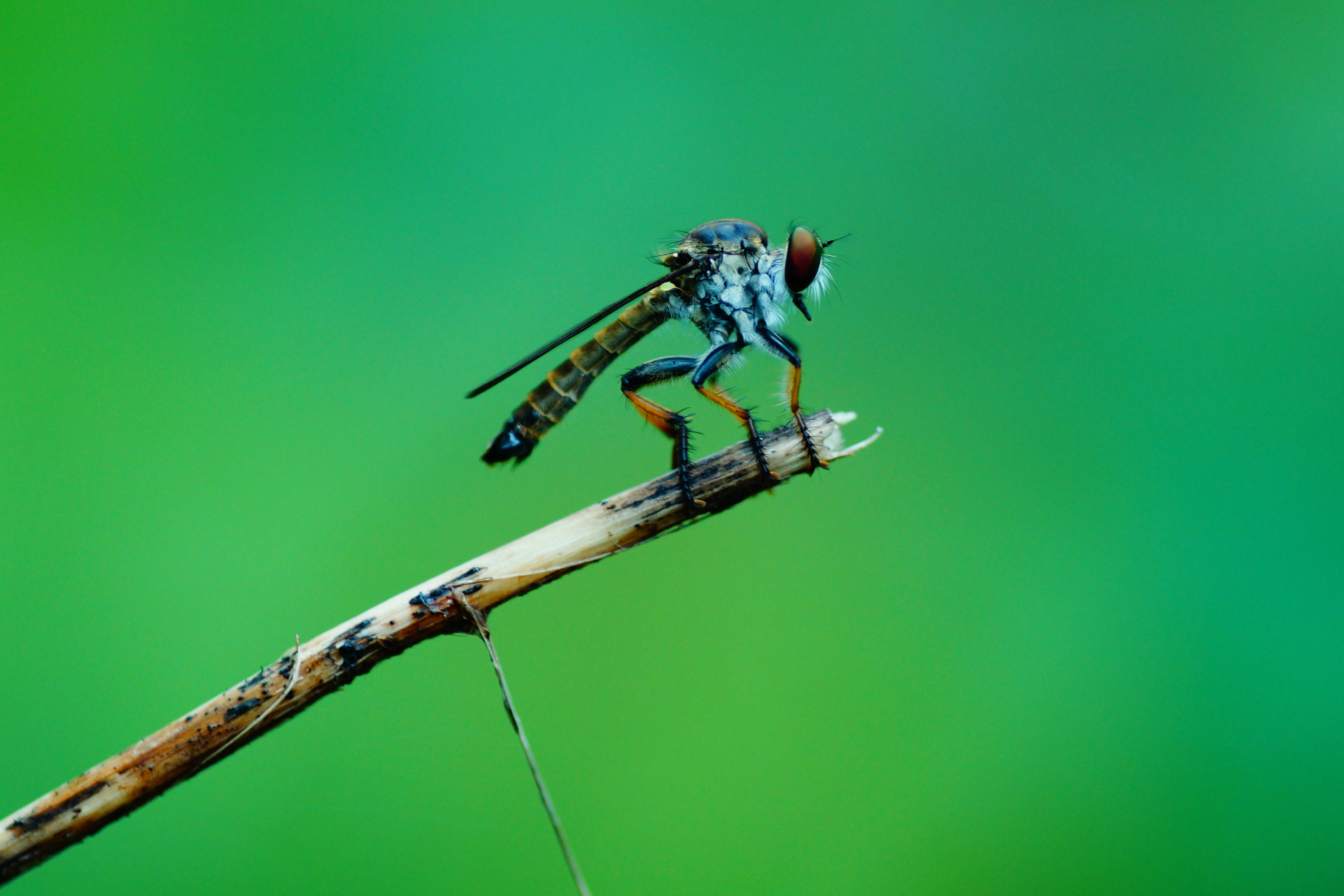
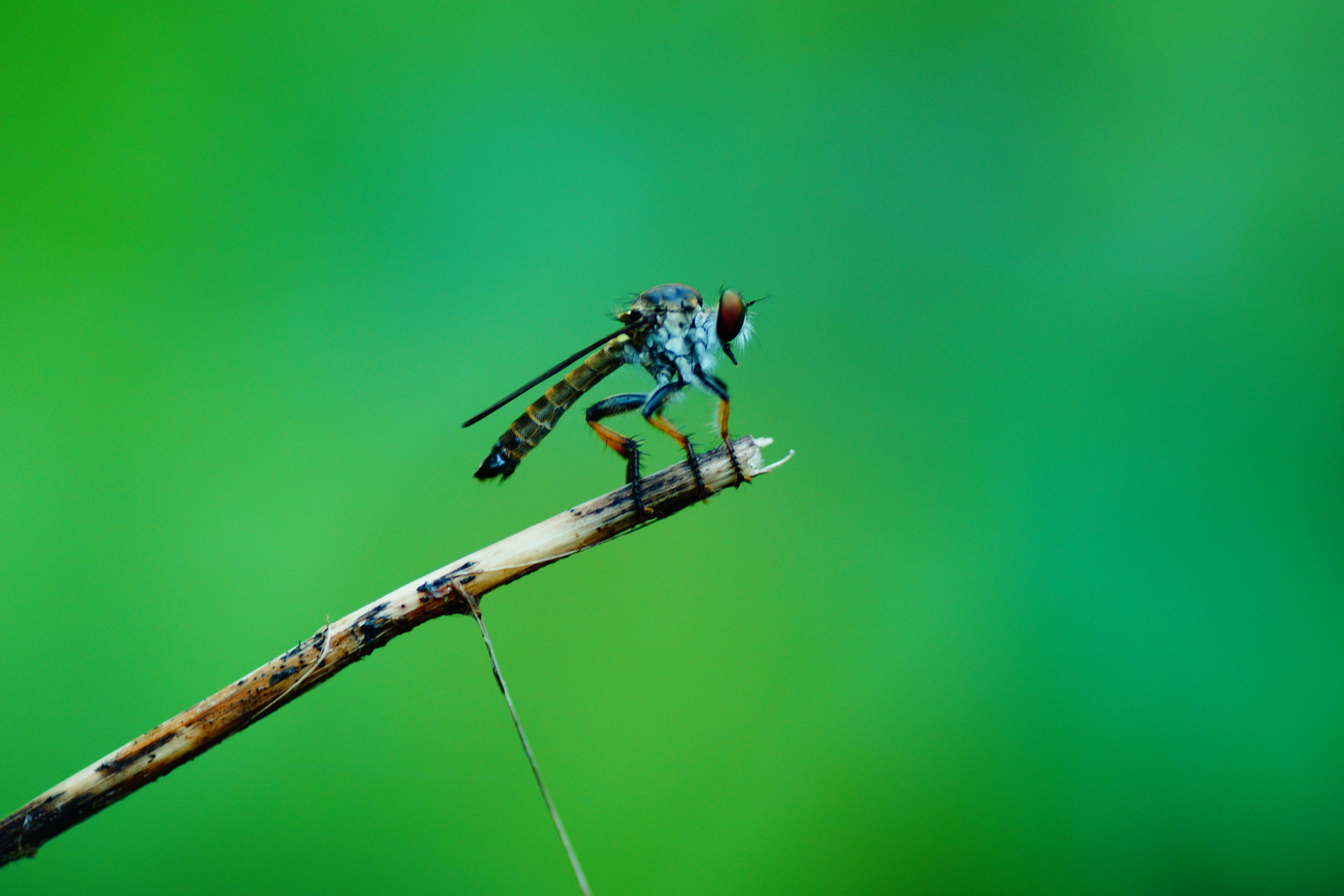
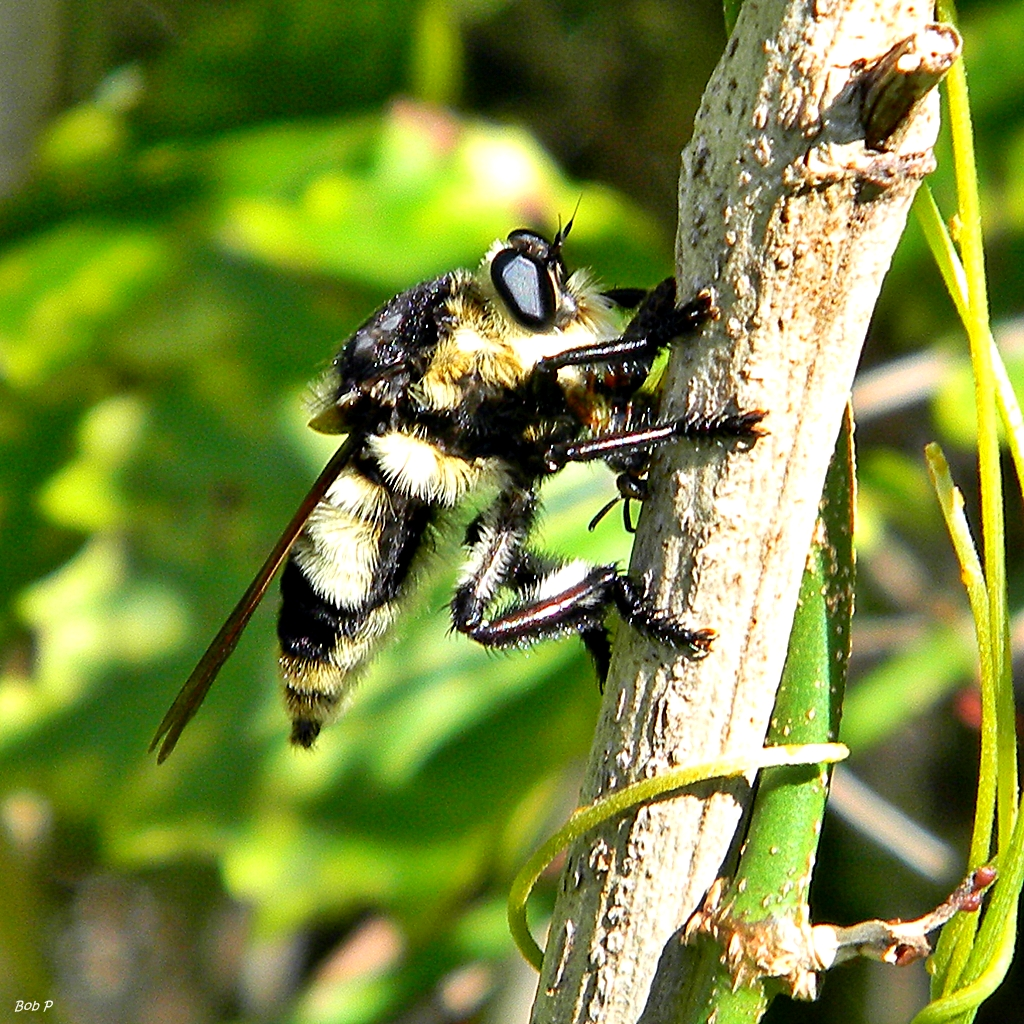
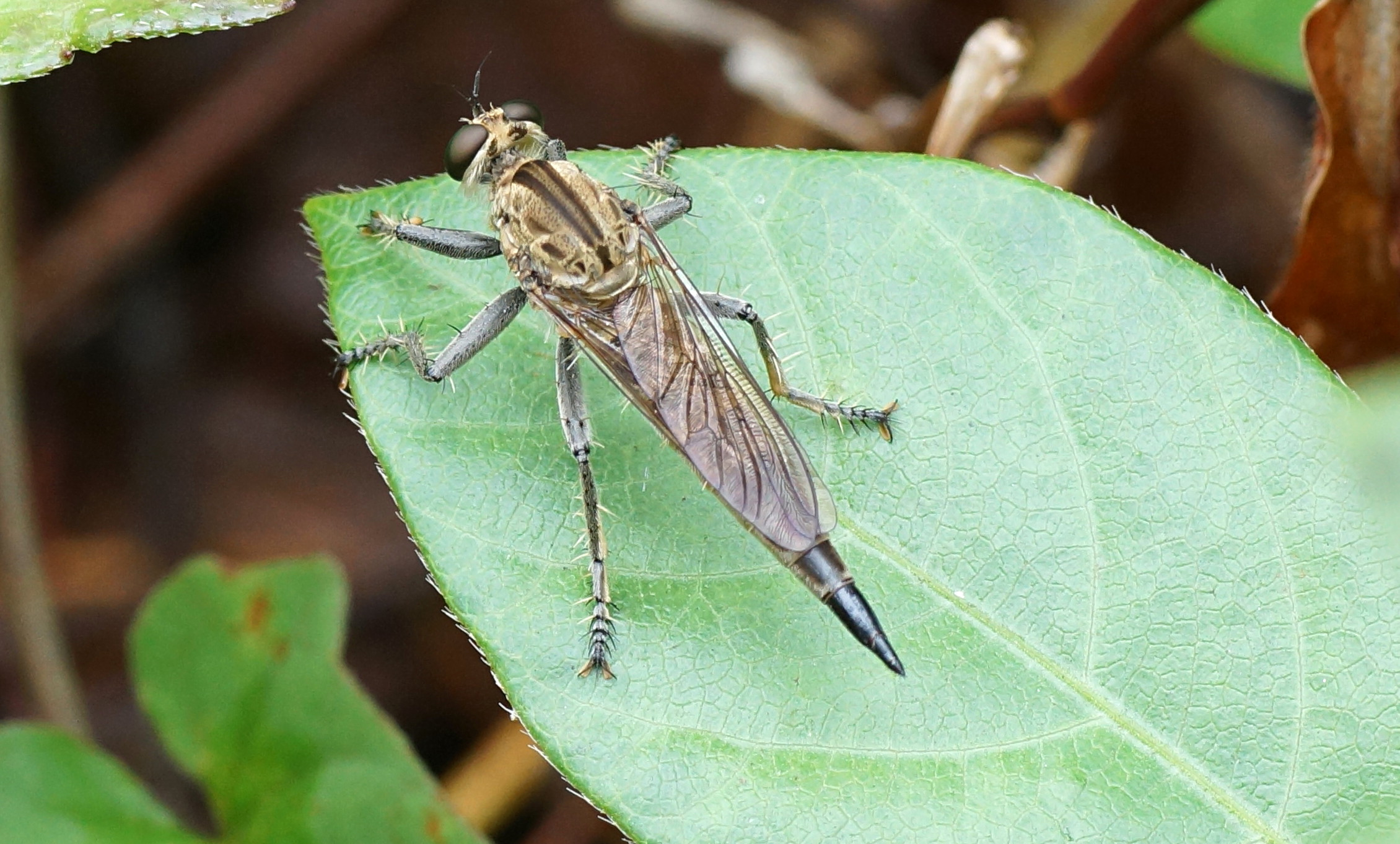
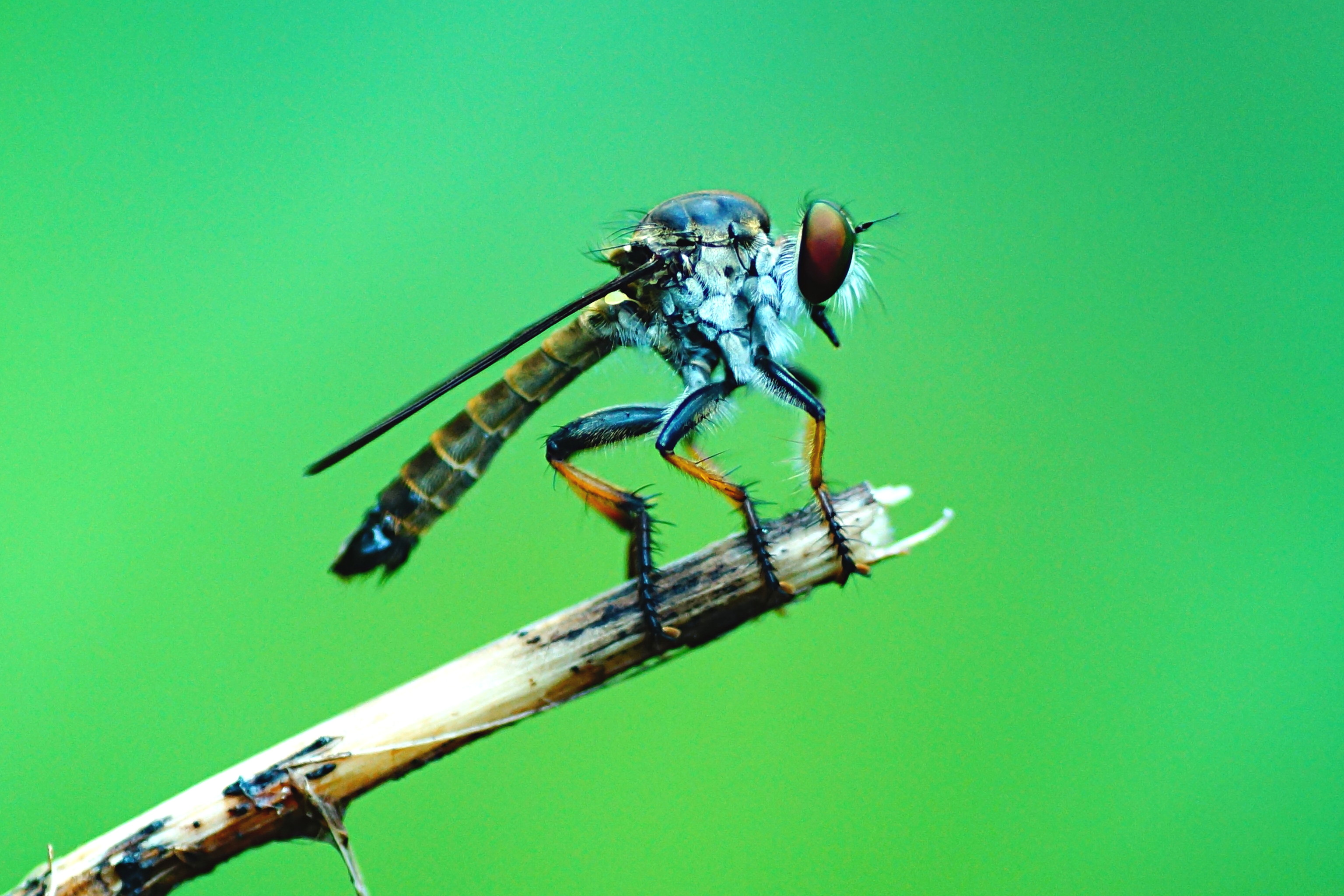